# Fernando Contreras Castro
Fernando Contreras Castro (Alajuela, 4 de enero de 1963) es un escritor costarricense, ganador del Premio Nacional Aquileo J. Echeverría en literatura.

## Biografía
Nació en la ciudad de Alajuela, el 4 de enero de 1963. Es autor de nuevos clásicos en la literatura nacional. Profesor de Comunicación y Lenguaje en la Escuela de Estudios Generales de la Universidad de Costa Rica. Estudió Filología en la Universidad de Costa Rica y luego obtuvo su maestría en Literatura Española.
Contreras ayuda a formar una nueva narrativa costarricense que rompe con el costumbrismo de la generación del 40 y con la urbana generación de los años 60, junto con otros escritores como Anacristina Rossi, Rodolfo Arias Formoso, Tatiana Lobo y Ana Istarú, parte de la llamada generación de la Literatura costarricense llamada del desencanto. Él escribió varios libros.

## Estudios
Obtuvo su Licenciatura en inglés
y una maestría en Literatura Española en la Universidad de Costa Rica, para lo cual presentó un anteproyecto de investigación titulado "El hombre de La Mancha", una lectura de "Don Quijote" usando la concepción filosófica de Nietzsche.

## Publicaciones en orden cronológico
- Única mirando al mar, 1993, 2013, San José, Costa Rica (novela. Publicada por primera vez por (ABC Editores) en 1993. Se convirtió inmediatamente en un éxito, el tema fue la miseria del siglo XX, de la basura de Río Azul. Pasó a ser una lectura recomendada por el sistema educativo costarricense. En 2010, publicada bajo el sello de Editorial Legado S.A., el autor la reconstruye en su totalidad narrando la misma historia de otra manera, aplicando lo que llamó "economía del lenguaje" y la adición de un cambio significativo en el final.

- Los Peor, 1995, San José, Costa Rica (novela. Galardonada con el Premio Nacional Aquileo J. Echeverría, el más alto reconocimiento para la literatura en Costa Rica. Trata sobre la vida de Jerónimo Peor, y su protegido, Polifemo, en medio del ambiente prostibular y callejero del que son ajenos, a pesar de estar inmersos en él.

- Urbanoscopio: Libro de cuentos publicado en 1997

- El tibio Recinto de la oscuridad, 2000: Se hizo merecedor del Premio Nacional Aquileo J. Echeverría. El autor continúa con su recurrente tema de la miseria, esta vez desde un asilo de ancianos.

- Sonambulario: Libro de cuentos publicado en 2005

- Cantos de las Guerras Preventivas, 2006: Una novela escrita en verso libre, El autor explora las consecuencias de la guerra, se trata de una historia global, a diferencia de sus otras novelas con un tinte muy costarricense.

- Cierto azul, 2009: Novela corta en la que el autor vuelve a las calles de la ciudad de San José, pero esta vez a través de los ojos de un gato, Freddie Freeloader, el padre adoptivo de Arturo un niño ciego que aprende de sus tutores, un sexteto de jazz conformado por gatos.